# 杨运镇
杨运镇，是中华人民共和国辽宁省营口市盖州市下辖的一个乡镇级行政单位。

## 行政区划
杨运镇下辖以下地区：
六道河村、钟屯村、头道河村、奋英村、楼台村、鲍屯村、四道沟村、山嘴前村、八道河村、北岔村、林场村、杨运村和南岔村。